# Francisca Atenas de Rochechouart
Francisca Atenas de Rochechouart de Mortemart (Françoise-Athénaïs de Rochechouart de Mortemart; Lussac-les-Châteaux, 5 de outubro de 1640 – Bourbon-l'Archambault, 27 de maio de 1707), conhecida como Madame de Montespan, foi a mais famosa das muitas amantes do rei Luís XIV de França. Ela caiu em desgraça após ser acusada de bruxaria, no episódio que ficou conhecido como o Caso dos Venenos.

## Primeiros anos
Nascida por volta de 5 de outubro de 1640 no Castelo de Lussac-les-Châteaux, na região da Nova Aquitânia, Francisca Atenas de Rochechouart de Mortemart era filha de Gabriel de Rochechouart, Duque de Mortemart e de sua esposa Diane de Grandseigne.
Embora não fosse particularmente rica, Francisca Atenas pertencia à uma família que possuía um dos sangues nobres mais antigos França, o que garantiu a mãe de Francisca Atenas, Diane, uma posição na corte do rei Luís XIV de França, como dama de companhia da rainha-mãe Ana da Áustria.
Aos 20 anos, Francisca Atenas tornou-se dama de companhia da cunhada do rei, a duquesa Henriqueta Ana, conhecida na corte pelo tradicional título de Madame.
Em 28 de janeiro de 1663, Francisca Atenas casou-se na Igreja de Santo Eustáquio, em Paris, com Louis Henri de Pardaillan, Marquês de Montespan.
Logo depois, devido ao relacionamento entre a mãe de Montespan e a rainha-mãe, Ana da Áustria, Francisca Atenas foi nomeada dama de companhia da esposa de Luís XIV, a rainha Maria Teresa.

## Amante real

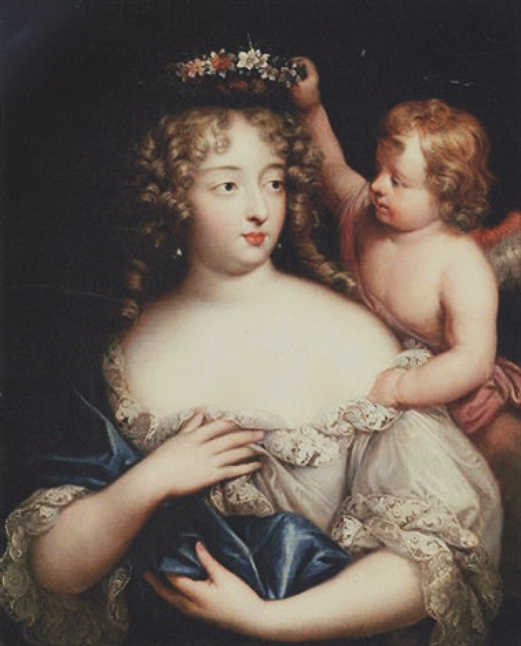
Madame de Montespan

Em 1666, Madame de Montespan estava tentando tomar o lugar da então amante-chefe (maîtresse-en-titre) de Luís XIV, Louise de La Vallière. Usando sua inteligência e charme, ela procurou se insinuar com o rei. Ela também se tornou próxima do delfim, cuja afeição por ela nunca sobresteve. Embora Louise de La Vallière soubesse que Montespan estava tentando conquistar o coração do rei e supostamente divertir-se com seus "esforços miseráveis", ela definitivamente subestimou sua nova rival. Montespan cultivou habilmente amizades com Louise e a rainha Maria Teresa e quando ambas as senhoras estavam grávidas, Madame de Montespan foi convidada para ajudá-las a entreter o rei durante jantares privados. Logo elas se arrependeram dessa decisão, pois Montespan passou a cultivar um relacionamento íntimo com o rei. Madame de Montespan teria seduzido o rei ao deixar cair sua toalha gentilmente quando viu Luís espionando-a enquanto ela se banhava. Para esconder seu novo relacionamento, o rei colocou as damas em quartos conectados para que ele pudesse ter acesso a ambos. Pouco depois, a posição de Louise foi renegada ao segundo lugar. Louise deixou a corte para um convento, seja por arrependimento e religiosidade ou porque não tinha outra opção. Os holofotes agora pertenciam a Francisca Atenas, de 25 anos.

## Caso dos Venenos
Enquanto Montespan ainda era amante-chefe, o rei envolveu-se com outras mulheres, entre elas a bela, mas tola, Maria Angélica de Fontanges, e apaixonou-se por Madame de Maintenon, escolhida pela própria Montespan para governanta de seus filhos com o rei. Isso era quase como uma vingança do destino contra a astuciosa Montespan, que quando da queda de Louise de La Valliére, pediu ao rei que a pobre a ajudasse em sua toilette, argumentando que "só ela sabia arrumar seus cabelos e suas fitas".[carece de fontes?]
Montespan não sabia a razão do interesse do rei por Maintenon, uma mulher gentil e piedosa. Diz-se que certa vez, Francisca disse à Maintenon que o rei possuía três amantes: "Eu possuo o título, Fontanges, desempenha o cargo, e você possui o coração!"[carece de fontes?]
O desvio dos amores do rei não se deveram apenas ao temperamento arrogante de Montespan. Em meio a uma sucessão de envenenamentos em Paris, Catherine Deshayes, dita la Voisin, foi interrogada e denunciou várias mulheres nobres como sendo suas clientes. Entre elas, encontrava-se uma mulher tão poderosa, que seria impossível pronunciar no processo. Essa não era outra senão a ardilosa Montespan. A filha da bruxa, La Monvoisin, em seu interrogatório, admitiu ter visto Montespan fazendo rituais com sua mãe, e teriam chegado ao ponto de sacrificar uma criança, cujo sangue fora depositado num frasco, juntamente com suas entranhas. Madame Montespan teria levado o frasco consigo, na virilha, para enfeitiçar o rei. Em 1666, Madame de Montespan supostamente chegou ao ponto de permitir que um padre, Étienne Guibourg, realizasse uma missa negra sobre seu corpo nu em uma cerimônia que incluía sacrifício de uma criança.  O episódio ficou conhecido como o Caso dos Venenos.

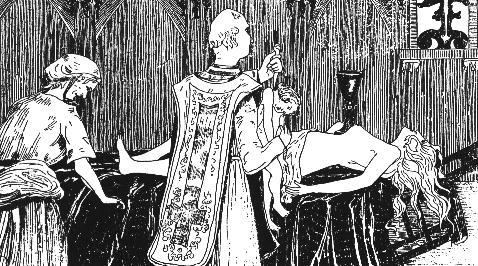
Gravura por Henry de Malvost no livro Le Satanisme et la Magie por Jules Bois que descreve uma Missa Negra no Caso dos Venenos com o assassinato ritual de uma criança perpetrado por Étienne Guibourg no corpo de Madame de Montespan, na presença de La Voisin.

Temendo ser motivo de chacota, o rei deu um jeito de encobrir o crime de Montespan. Esta permaneceu na corte como se nada tivesse acontecido, dando festas e jantares, mas o rei passou a desprezá-la, e não comia ou bebia nada que por ela lhe fosse oferecido.

## Exílio e morte
Em 1691, rebaixada da sua posição de amante real, Montespan retirou-se para o Convento Filles de Saint-Joseph, na rue Saint-Dominique em Paris, com uma pensão de meio milhão de francos. Em gratidão por seus anos de serviço, o rei fez criou o título de "duque de Vivonne" para seu irmão, bem como promoveu-o a marechal da França. Do mesmo modo, Luís XIV promoveu a irmã de Montespan, Gabrielle de Rochechouart, a "abadessa na Abadia de Fontevraud".
Em 1703, abandonou o convento para viver com a irmã em Fontevraud de 1703. Em 1700, Madame de Montespan adquiriu o Castelo de Oiron, mudando-se para lá em 1704 após a morte de Gabrielle. Durante seu retiro, Montespan doou grandes somas para hospitais e instituições de caridade. Ela também foi uma generosa mecenas das artes e letras e patrocinadora e amiga de Pierre Corneille, Jean Racine e Jean de La Fontaine.
Em seus últimos anos, Montespan dedicou-se a severas penitências. Ela morreu em 27 de maio de 1707, com quase 77 anos, enquanto estava em Bourbon-l'Archambault tratando-se de uma doença nas águas termais da cidade. O rei proibiu seus filhos com a marquesa de vestirem luto pela mãe.

## Descendência

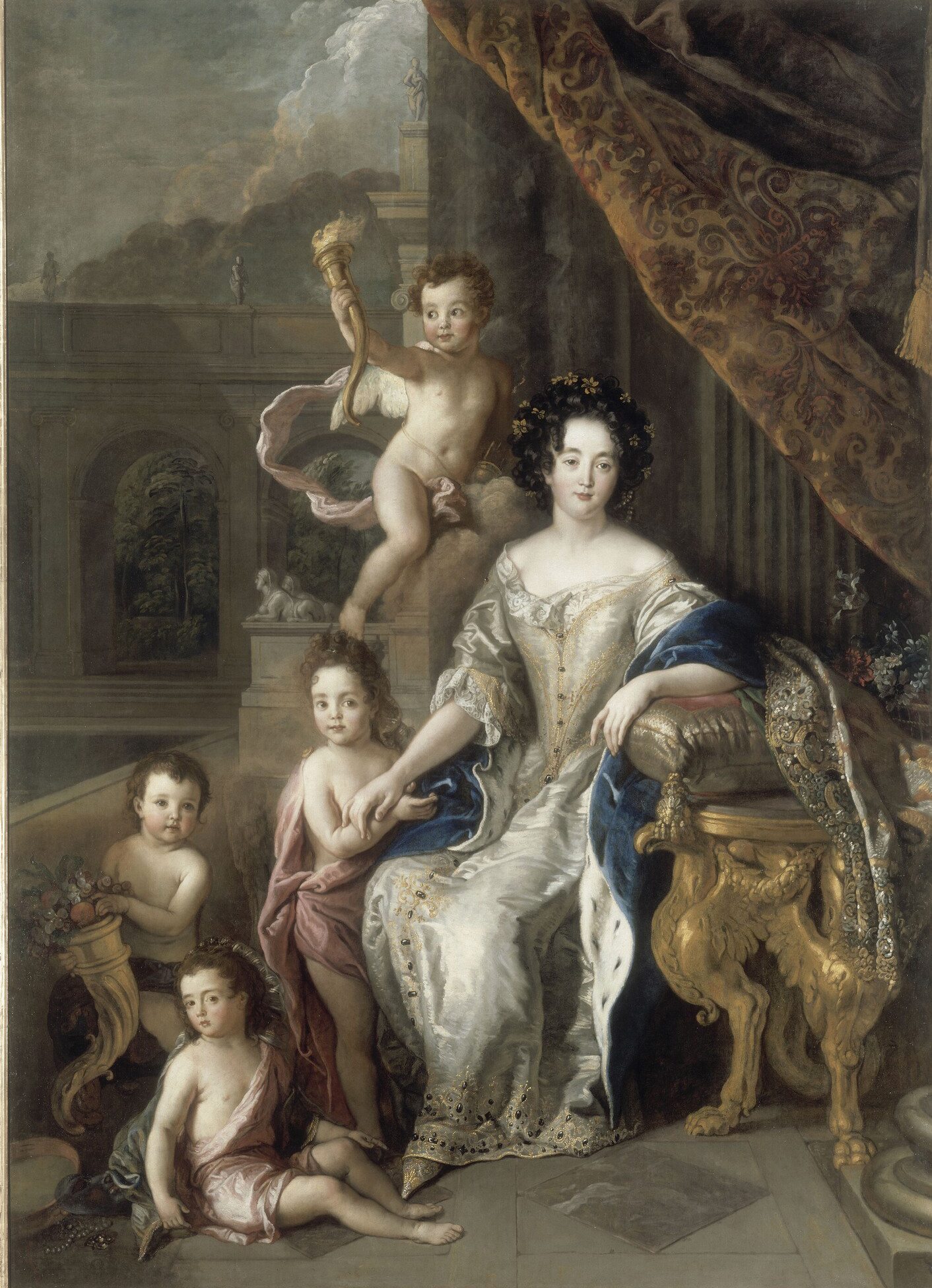
Madame de Montespan e seus filhos com Luís XIV
Pierre Mignard, 1675, Palácio de Versalhes

Através de sua relação extraconjugal com Luís XIV, Francisca Atenas é ancestral de várias casas reais na Europa, incluindo as de França, Espanha, Itália, Bulgária, Portugal, Bélgica e Luxemburgo.
| Nome                                                | Nascimento             | Morte                   | Notas                                                                  |
| --------------------------------------------------- | ---------------------- | ----------------------- | ---------------------------------------------------------------------- |
| Com Louis Henri de Pardaillan, Marquês de Montespan |                        |                         |                                                                        |
| Marie Christine de Pardaillan                       | 17 de novembro de 1663 | 1675                    |                                                                        |
| Louis Antoine de Pardaillan, Duque de Antin         | 5 de setembro de 1665  | 2 de novembro de 1736   | Casou-se com Julie Françoise de Crussol, com descendência.             |
| Com Luís XIV de França                              |                        |                         |                                                                        |
| Luísa Francisca                                     | Março de 1669          | 23 de fevereiro de 1672 | Morreu na infância; não foi legitimada.                                |
| Luís Augusto de Bourbon, Duque de Maine             | 31 de março de 1670    | 14 de maio de 1736      | Casou-se com Luísa Benedita de Bourbon, com descendência.              |
| Luís César de Bourbon, Conde de Vexin               | 20 de junho de 1672    | 10 de janeiro de 1683   | Morreu na infância.                                                    |
| Luísa Francisca de Bourbon                          | 1 de junho de 1673     | 16 de junho de 1743     | Casou-se com Luís III de Bourbon, Príncipe de Condé, com descendência. |
| Luísa Maria Ana de Bourbon                          | 18 de novembro de 1674 | 15 de setembro de 1681  | Morreu na infância.                                                    |
| Francisca Maria de Bourbon                          | 4 de maio de 1677      | 1 de fevereiro de 1749  | Casou-se com Filipe II, Duque de Orléans, com descendência.            |
| Luís Alexandre de Bourbon, Conde de Toulouse        | 6 de junho de 1678     | 1 de dezembro de 1737   | Casou-se com Maria Vitória de Noailles, com descendência.              |